# 木村珠莉
木村 珠莉（きむら じゅり、1988年6月7日 - ）は、日本の女性声優、ナレーター。福岡県出身。東京俳優生活協同組合所属。
代表作に『SHIROBAKO』（宮森あおい）、『アイドルマスター シンデレラガールズ』（相葉夕美）、『ダンジョンに出会いを求めるのは間違っているだろうか』シリーズ（レフィーヤ・ウィリディス）、『風が強く吹いている』（勝田葉菜子）、『みだらな青ちゃんは勉強ができない』（高岡雅）などがある
。

## 経歴
学生の時は放送部出身で、ナレーター志望で声優業界に入ってきた人物である。養成所で芝居を勉強して楽しさを感じたがなかなか出演する機会がなく、もともとアニメが好きだったことから逆に「私なんかがアニメに出演していいのだろうか」という思いも持っていた。また、『SHIROBAKO』のオーディションを受ける前は演技に向いていないのでは、と悩む時期もあった。その後『SHIROBAKO』への出演が決まってから、作品を通じて多くの作り手や視聴者の想いに触れ、声優としてアニメで芝居をするということへの意欲を強くした。
2010年俳協ボイスアクターズスタジオへ入所（第38期生）大阪14期生、翌2011年同事務所の所属となる。
医療機器の取扱説明ビデオや株の商品説明ビデオなど、企業内向けビデオを中心にナレーションを務める。
2014年、テレビアニメ『SHIROBAKO』の主人公・宮森あおい役に抜擢される。
2019年12月31日、自身のTwitterにて結婚していたこと、第1子を出産していたことを公表した。

## 人物
日本漢字能力検定準2級・実用英語検定準2級・色彩検定3級の資格を持つ。声域はアルト。
趣味は仏像鑑賞、音楽鑑賞、読書。また、インドア派である。
紀文食品の豆乳が好きで、1番好きな味はさくら。好きな漫画家はふみふみこや峰なゆか。好きなアニメ作品として『プリンセスチュチュ』を挙げている。ロックバンド・氣志團の大ファンで、（創作物や概念としての）ヤンキーが好き。
『SHIROBAKO』で共演した佳村はるか、千菅春香、髙野麻美、大和田仁美とは放送終了後も交流が続いている。
姉がいる。

## 出演
太字はメインキャラクター。

### テレビアニメ
2013年
- マギ The kingdom of magic（子供B）
- 名探偵コナン（2013年 - 2021年、女性店員、花屋店員、ファミレス店員、ウェイトレス、桂川結愛 他）

2014年
- グリザイアの果実（オペレーター2）
- SHIROBAKO（2014年 - 2015年、宮森あおい、ミムジー、ロロ、ベソベソ）
- 精霊使いの剣舞（デーラ）
- 天体のメソッド（生徒）
- 大図書館の羊飼い（女子生徒C、ウエイトレス1）
- 凪のあすから（看護師、濱中生徒B、濱中生徒A）

2015年
- アイドルマスター シンデレラガールズ（相葉夕美）
- がっこうぐらし!（祠堂圭）
- GANGSTA.（ラジオ音声）
- ご注文はうさぎですか? シリーズ（2015年 - 2020年、真手凛） - 2シリーズ
- 下ネタという概念が存在しない退屈な世界（女子D）
- ジョジョの奇妙な冒険 スターダストクルセイダース（ナースB、看護師、女性、ソニアの人形、店員）
- 食戟のソーマ（2015年 - 2016年、女性秘書、サービス部門女子A、女性ナレーション、女性B、女性職員） - 2シリーズ
- 戦姫絶唱シンフォギアGX（アナウンサー）
- ダンジョンに出会いを求めるのは間違っているだろうか（レフィーヤ・ウィリディス）
- 探偵歌劇 ミルキィホームズ TD（ハーモニー〈黒〉、記者(2)、女子B）
- To LOVEる -とらぶる- ダークネス 2nd（女生徒A）
- VALKYRIE DRIVE -MERMAID-（上月桃子）
- ハロー!!きんいろモザイク（女子生徒A）
- VENUS PROJECT -CLIMAX-（大森ほるす）
- プラスティック・メモリーズ（秘書）
- ミカグラ学園組曲（一宮エルナ）
- 落第騎士の英雄譚（レポーター、アナウンス、女子、女の子）
- ローリング☆ガールズ（まり夫、愛知テンムス団員、ふく愛、客）
- わかば*ガール（小橋柚葉）

2016年
- アクティヴレイド -機動強襲室第八係-（A子、CA、女店員B、設施員、女友達） - 2シリーズ
- Occultic;Nine -オカルティック・ナイン-（女性B）
- おしえて! ギャル子ちゃん（肉子）
- 学戦都市アスタリスク（趙虎峰）
- 機動戦士ガンダム 鉄血のオルフェンズ（2016年 - 2017年、ニナ・ミヤモリ、秘書、女子生徒、店員、アナウンサー） - 2シリーズ
- クラシカロイド（2016年 - 2017年、アシスタント、女、バッハ化した人々、女性司会者） - 2シリーズ
- クロムクロ（ベス）
- GATE 自衛隊 彼の地にて、斯く戦えり（ナユ）
- 競女!!!!!!!!（森本綠）
- 斉木楠雄のΨ難（2016年 - 2018年、女性、女子B、女子生徒、女性店員、女の子 他） - 2シリーズ
- 最弱無敗の神装機竜（エル・ファジュラ）
- 12歳。〜ちっちゃなムネのトキメキ〜（蒼井結衣） - 2シリーズ
- ジョジョの奇妙な冒険 ダイヤモンドは砕けない（女子生徒A、ヨシエ）
- タイムボカン24（あずき）
- チア男子!!（女子(1)）
- Dimension W（キャスター、ロゼ）
- パズドラクロス（受付職員）
- ヘヴィーオブジェクト（レミッシュ）
- モブサイコ100（マリコ）

2017年
- セイレン（桃乃今日子）
- クズの本懐（のり子母、モカ母）
- 亜人ちゃんは語りたい（女子生徒、雪恋の女主人公）
- ツインエンジェルBREAK（友達B）
- ID-0（システム音声、オペレーターB、キャスター）
- ソード・オラトリア ダンジョンに出会いを求めるのは間違っているだろうか外伝（レフィーヤ・ウィリディス）
- Re:CREATORS（子ども）
- GRANBLUE FANTASY The Animation（カルバ）
- 有頂天家族2（モブB）
- ノラと皇女と野良猫ハート（田中ちゃん）
- マーベル フューチャー・アベンジャーズ（2017年 - 2018年、クロエ） - 2シリーズ
- 魔法陣グルグル（ククリの母）
- Infini-T Force（キャスターB / 女〈通信〉）
- 将国のアルタイル（ゲルトルード）
- アイドルマスター シンデレラガールズ劇場（2017年 - 2019年、相葉夕美） - 3シリーズ
- クレヨンしんちゃん（2017年 - 2022年、女性D、女性社員、カフェ店員）

2018年
- アイドリッシュセブン（2018年 - 2022年、悠香、女性C） - 3シリーズ
- スロウスタート（中村千奈美）
- ハクメイとミコチ（店員、車掌）
- ソードアート・オンライン オルタナティブ ガンゲイル・オンライン（2018年 - 2024年、アナウンサー） - 2シリーズ
- ニル・アドミラリの天秤（久世ツグミ）
- 鹿楓堂よついろ日和（レポーター）
- ガンダムビルドダイバーズ（アナウンス）
- ハイスクールD×D HERO（お姉さん）
- はたらく細胞（2018年 - 2021年、アナウンス、赤血球2、制御性T細胞2、造血幹細胞1、マクロファージ1 他） - 2シリーズ
- Back Street Girls -ゴクドルズ-（村田、小野）
- 転生したらスライムだった件（2018年 - 2024年、ハルナ） - 2シリーズ
- 風が強く吹いている（2018年 - 2019年、勝田葉菜子）
- やがて君になる（桜木詩織）
- パズドラ（2018年 - 2022年、外国人、エビタイ、みどりちゃん）
- となりの吸血鬼さん（お母さん）
- とある魔術の禁書目録III（フライトアテンダント）
- 探偵オペラ ミルキィホームズ サイコの挨拶（値田美杉）

2019年
- キャプテン翼（第4作）（2019年 - 2024年、町田町子、中沢篤志） - 2シリーズ
- revisions リヴィジョンズ（デモ隊）
- えんどろ〜!（子ども）
- フルーツバスケット（女子生徒、友人）
- キャロル&チューズデイ（アナウンス、アナウンサー、マネージャー、レポーター、アビー 他）
- みだらな青ちゃんは勉強ができない（高岡雅）
- グランベルム（林菜々）
- 炎炎ノ消防隊（アナウンス）
- バビロン（キャスター）
- 星合の空（女子生徒）
- 慎重勇者〜この勇者が俺TUEEEくせに慎重すぎる〜（幼児化した戦帝）

2021年
- 転生したらスライムだった件 転スラ日記（ハルナ）

2023年
- 江戸前エルフ（門井きらら）
- アリス・ギア・アイギス Expansion（リタ・ヘンシェル）

2024年
- ドラえもん（テレビ朝日版第2期）（母、女性、白雪姫）
- 杖と剣のウィストリア（レフィーヤ・ウィリディス）
- 結婚するって、本当ですか（五十島秋子）

### 劇場アニメ
2010年代
- 心が叫びたがってるんだ。（2015年、賀部成美）
- ラブライブ!The School Idol Movie（2015年）
- モンスターストライク THE MOVIE（2016年、若葉皆実〈小学生・中学生〉）
- ペンギン・ハイウェイ（2018年、ヨシノ先生）
- 劇場版 ダンジョンに出会いを求めるのは間違っているだろうか -オリオンの矢-（2019年、レフィーヤ・ウィリディス）
- 映画 プリキュアミラクルユニバース（2019年、スズメの女の子）

2020年代
- 劇場版 SHIROBAKO（2020年、宮森あおい、ミムジー、ロロ、ヘドウィッグ 他）
- アイの歌声を聴かせて（2021年、前田）
- 映画ドラえもん のび太の絵世界物語（2025年、猫）

### OVA
- ノゾ×キミ（2014年、部員D） - コミックス第5巻OVA付き限定版
- 第三飛行少女隊（2015年、エリーゼ）
- クイーンズブレイド グリムワール（2016年、スノーホワイト[55]）
- ご注文はうさぎですか?? 〜Dear My Sister〜（2017年、真手凛）

### Webアニメ
2010年代
- モンスターストライク（2015年 - 2018年、若葉皆実）
- カレバカ〜吾輩ノ彼ハ馬鹿でR〜（2015年、夏樹亜子美）
- 機動戦士ガンダム サンダーボルト（2017年、ケイト）
- 月曜日のたわわ（2017年、ボイスアラーム） - Web未配信の第14話に出演
- アイドルマスター シンデレラガールズ劇場 火曜シンデレラシアター / Extra Stage（2017年 - 2021年、相葉夕美） - 2シリーズ

2020年代
- 天空侵犯（2021年、仮面の声、留守電の声）
- CINDERELLA GIRLS 10th Anniversary Celebration Animation ETERNITY MEMORIES（2022年、相葉夕美）

### ゲーム
2014年
- サウザンドメモリーズ（攻愛の水精娘メリーシャン、遊閃の星撃兵ノノン）

2015年
- アイドルマスター シンデレラガールズ（2015年 - 2023年、相葉夕美） - 2作品
- 家電少女（ふりな）
- グランブルーファンタジー（カルバ）
- けものフレンズ（アリゾナ・ジャガー）
- 白猫プロジェクト（テレーゼ・マイスナー）
- 神撃のバハムート（カッツェ）
- ヴァリアントナイツ（メリッサ＝ライラック）
- ファイアーエムブレムif（ニュクス、モズメ）
- ブレイブソード×ブレイズソウル（リヴァイアサン、デュランダル、ネザードワーフ、ガ・ジャルグ）
- ロイヤルフラッシュヒーローズ（コリン）

2016年
- AKIBA'S BEAT（早乙女カナタ）
- エンドライド -X fragments-（レタス）
- クイズRPG 魔法使いと黒猫のウィズ（テレーゼ・マイスナー）
- 式神物語〜中二病JK、世界を救う〜（瑠璃）
- 12歳。シリーズ（2016年 - 2017年、蒼井結衣） - 2作品
- ソウルワーカー（ミリアム、ヨミ）
- ドラゴンハンターCOOP
- パズルオブエンパイア（始皇帝、フビライ）
- ファンタシースターオンライン2（2016年 - 2017年、シエラ、シエラ〈妖精〉）
- ファンタシースターオンライン2 es（2016年 - 2017年、ニョイボウ、ロゼフロッツ、オーバーテイル、フラドール、ラヴィス＝ブレイド）
- 嫁コレ（宮森あおい）
- りりくる Rainbow Stage!!!（桜庭遊乃）
- レコラヴ Blue Ocean / Gold Beach（阿武壬たま）
- ワールドクロスサーガ -時と少女と鏡の扉-（雪女、鬼童丸）

2017年
- ダンジョンに出会いを求めるのは間違っているだろうか 〜メモリア・フレーゼ〜（レフィーヤ・ウィリディス）
- ノラと皇女と野良猫ハート（田中ちゃん）
- ファイアーエムブレム Echoes もうひとりの英雄王（ユズ）

2018年
- アズールレーン（オマハ、ローリー、ジュノー(軽巡)）
- 刀使ノ巫女 刻みし一閃の燈火（渡邊エミリー）
- アリス・ギア・アイギス（リタ・ヘンシェル）

2019年
- ノラと皇女と野良猫ハート2（田中ちゃん）
- ダンジョンに出会いを求めるのは間違っているだろうか インフィニト・コンバーテ（レフィーヤ・ウィリディス）
- 蒼藍の誓い ブルーオース（ホーネット）
- 東方キャノンボール（依神女苑）

2020年
- ローリングスフィア（スピカ）
- きららファンタジア（祠堂圭）

2021年
- ひめがみ神楽（四不象、昊天上帝）
- ファイアーエムブレム ヒーローズ（2021年 - 2024年、ニュクス、モズメ）
- 崩壊3rd（エデン）

2022年
- ひぐらしのなく頃に 命（西園寺雅）

2023年
- ダンジョンに出会いを求めるのは間違っているだろうか バトル・クロニクル（レフィーヤ・ウィリディス）

2025年
- Fate/Grand Order（小野小町）

### ドラマCD
- ナイトウィザード The 2nd Edition ファンブック ファイナルカウントダウン（2012年）
- 無邪気の楽園（2013年、ミチコ） - 『ヤングアニマル嵐』8号付録
- TVアニメ「がっこうぐらし!」 BD&DVD 第4巻 初回限定 特典ドラマCD「いただきます」（2015年、祠堂圭）
- ドラマCD りりくるVol.7「輝く!? スターの条件!」（2016年、桜庭遊乃[99]） - 初回限定版封入
- ドラマCD「PHANTASY STAR ONLINE 2」〜シエラ’sリポート〜（2017年、シエラ）
- ファイアーエムブレム0 愛と絆のスペシャルトークCD（2017年、ユズ）
- サウンドドラマ 神様がうそをつく。（2021年、姫川） - 同人作品

### オーディオドラマ
- 2回目のファーストキス（2015年、井村夏芽[100]）
- ヒマワリ:unUtopial World（2017年、ウィル子[101]） - 小説第5巻特典
- オーディオドラマ『第5護衛隊群かく戦えり -女子部-（映画『空母いぶき』より）』（2019年、山本修造[102]）

### 吹き替え
- キング・オブ・エジプト（2016年）[103]
- ジュラシック・ワールド（2017年、モサ・ガイド〈コートニー・ジェームズ・クラーク〉）※日本テレビ版
- オーシャンズ8（2018年、イーディ〈イーディ・キーナン〉[104]）
- Merry Christmas! 〜ロンドンに奇跡を起こした男〜（2018年、ファンの少女）
- マッドマックス 怒りのデス・ロード（2019年、ダグ〈アビー・リー〉[105]）※ザ・シネマ版

### ラジオ
※はインターネット配信。
- SHIROBAKOラジオBOX（2014年 - 2015年、音泉※）[106]
- ミカグラ学園ラジオ放送部（2015年、HiBiKi Radio Station※）[107]
- コルネーリア魔法学園（2015年、bayfm）
- ラジオ「ソード・オラトリア」〜魔導士とアマゾネス〜（2017年、音泉※）[108]

### テレビ番組
※はインターネット配信。
- ダンまち情報局オラジオＺ（2017年 - 2019年、YouTube※）[109]

### ナレーション
- 関ジャニの仕分け∞（テレビ朝日[3]）
- Welcome! [Alexandros]（スペースシャワーTV）

### 人形劇
- 項羽と劉邦 はるかなる大地（2013年）

### デジタルコミック
- まだ、生きてる…（2014年、岡田由美子）
- はろー!マイベイビー（2019年、朝倉小梅）

### その他コンテンツ
- あにそんボーカル「COLORFUL BOX」歌唱[110]
- 音泉インフォメーション ナビゲーター（2017年3月）
- 『魔法つかいプリキュア!』ミュージカルショー（フラワン[111]）
- ファイアーエムブレム ヒーローズ「フェーちゃんねる」（2017年、フェー[112]）

## ディスコグラフィ

### キャラクターソング
| 発売日   | 商品名 | 歌 | 楽曲                                                                                    | 備考                                                                                            |
| 2014年   | 2014年 | 2014年 | 2014年                                                                                  | 2014年                                                                                          |
| -------- | --- | --- | --------------------------------------------------------------------------------------- | ----------------------------------------------------------------------------------------------- |
| 11月26日 | COLORFUL BOX/Animetic Love Letter                                                                           | 宮森あおい（木村珠莉）、安原絵麻（佳村はるか）、坂木しずか（千菅春香） | 「Animetic Love Letter」                                                                | テレビアニメ『SHIROBAKO』エンディングテーマ                                                     |
| 2015年   | | |                                                                                         |                                                                                                 |
| 2月25日  | 宝箱-TREASURE BOX-/プラチナジェット                                                                         | どーなつ◎くいんてっと | 「プラチナジェット」                                                                    | テレビアニメ『SHIROBAKO』エンディングテーマ                                                     |
| 4月22日  | 放課後革命                                                                                                  | 放課後楽園部 | 「放課後革命」                                                                          | テレビアニメ『ミカグラ学園組曲』オープニングテーマ                                              |
| 4月22日  | 放課後革命                                                                                                  | 一宮エルナ（木村珠莉） | 「放課後ストライド」                                                                    | テレビアニメ『ミカグラ学園組曲』関連曲                                                          |
| 5月27日  | 楽園ファンファーレ                                                                                          | 放課後楽園部 | 「楽園ファンファーレ」                                                                  | テレビアニメ『ミカグラ学園組曲』エンディングテーマ                                              |
| 5月27日  | ミカグラ学園組曲 OPED連動購入者アニメイト特典CD                                                             | 放課後楽園部 | 「放課後革命ver.T-MIX」 「楽園ファンファーレ ver.T-MIX」                                | テレビアニメ『ミカグラ学園組曲』関連曲                                                          |
| 5月27日  | ミカグラ学園組曲 OPED連動購入者アニメイト特典CD                                                             | 一宮エルナ（木村珠莉） | 「セツナトリップ」                                                                      | テレビアニメ『ミカグラ学園組曲』関連曲                                                          |
| 6月24日  | ミカグラ学園組曲 BD・DVD第1巻 アニメイト限定版                                                              | 一宮エルナ（木村珠莉） | 「overture」                                                                            | テレビアニメ『ミカグラ学園組曲』関連曲                                                          |
| 7月29日  | THE IDOLM@STER CINDERELLA MASTER Absolute NIne                                                              | THE IDOLM@STER CINDERELLA GIRLS! | 「Absolute NIne」                                                                       | ゲーム『アイドルマスター シンデレラガールズ』関連曲                                             |
| 7月29日  | THE IDOLM@STER CINDERELLA MASTER Absolute NIne                                                              | THE IDOLM@STER CINDERELLA GIRLS for BEST5! | 「つぼみ」                                                                              | ゲーム『アイドルマスター シンデレラガールズ』関連曲                                             |
| 9月16日  | 心が叫びたがってるんだ。 オリジナルサウンドトラック                                                         | 少女［仁藤菜月（雨宮天）］、王子［坂上拓実（内山昂輝）］、世界の人々 | 「あなたの名前を呼ぶよ」                                                                | 劇場アニメ『心が叫びたがってるんだ。』劇中歌                                                    |
| 9月25日  | ミカグラ学園組曲 BD・DVD第4巻特典CD                                                                         | 一宮エルナ（木村珠莉） | 「放課後革命 -エルナ ver.-」 「楽園ファンファーレ -エルナ ver.-」                       | テレビアニメ『ミカグラ学園組曲』関連曲                                                          |
| 2016年   | | |                                                                                         |                                                                                                 |
| 3月2日   | THE IDOLM@STER CINDERELLA MASTER 044 相葉夕美                                                               | 相葉夕美（木村珠莉） | 「lilac time」                                                                          | ゲーム『アイドルマスター シンデレラガールズ』関連曲                                             |
| 4月28日  | 『りりくるRS』 初回限定版同封主題歌&エンディングCD                                                          | 桜庭遊乃（木村珠莉）、仁篠珠季（M・A・O）、高月紗恵香（照井春佳） | 「カラフル・ハート・ライン」                                                            | ゲーム『りりくる Rainbow Stage!!!』オープニングテーマ                                           |
| 4月28日  | 『りりくるRS』 初回限定版同封主題歌&エンディングCD                                                          | 桜庭遊乃（木村珠莉）、仁篠珠季（M・A・O）、高月紗恵香（照井春佳） | 「true heart essence」                                                                  | ゲーム『りりくる Rainbow Stage!!!』エンディングテーマ                                           |
| 4月28日  | 『りりくるRS』 初回限定版同封主題歌&エンディングCD                                                          | 桜庭遊乃（木村珠莉）、仁篠珠季（M・A・O） | 「true heart essence 遊乃&珠季ver.」                                                    | ゲーム『りりくる Rainbow Stage!!!』関連曲                                                       |
| 4月28日  | 『りりくるRS』 初回限定版同封主題歌&エンディングCD                                                          | 桜庭遊乃（木村珠莉）、高月紗恵香（照井春佳） | 「true heart essence 遊乃&紗恵香 ver.」                                                 | ゲーム『りりくる Rainbow Stage!!!』関連曲                                                       |
| 6月15日  | THE IDOLM@STER CINDERELLA MASTER Passion Jewelries! 003                                                     | 姫川友紀（杜野まこ）、市原仁奈（久野美咲）、片桐早苗（和氣あず未）、大槻唯（山下七海）、相葉夕美（木村珠莉） | 「きみにいっぱい☆」 「Near to You」                                                     | ゲーム『アイドルマスター シンデレラガールズ』関連曲                                             |
| 6月15日  | THE IDOLM@STER CINDERELLA MASTER Passion Jewelries! 003                                                     | 相葉夕美（木村珠莉） | 「ここにしか咲かない花」                                                                | ゲーム『アイドルマスター シンデレラガールズ』関連曲                                             |
| 7月27日  | THE IDOLM@STER CINDERELLA GIRLS STARLIGHT MASTER 04 生存本能ヴァルキュリア                                  | 新田美波（洲崎綾）、高森藍子（金子有希）、鷺沢文香（M・A・O）、橘ありす（佐藤亜美菜）、相葉夕美（木村珠莉） | 「生存本能ヴァルキュリア（M@STER VERSION）」 「生存本能ヴァルキュリア（GAME VERSION）」 | ゲーム『アイドルマスター シンデレラガールズ スターライトステージ』関連曲                        |
| 2017年   | | |                                                                                         |                                                                                                 |
| 2月8日   | THE IDOLM@STER CINDERELLA MASTER EVERMORE                                                                   | 相葉夕美（木村珠莉）、五十嵐響子（種﨑敦美）、市原仁奈（久野美咲）、一ノ瀬志希（藍原ことみ）、大槻唯（山下七海）、片桐早苗（和氣あず未）、鷺沢文香（M・A・O）、櫻井桃華（照井春佳）、塩見周子（ルゥティン）、橘ありす（佐藤亜美菜）、中野有香（下地紫野）、二宮飛鳥（青木志貴）、速水奏（飯田友子）、姫川友紀（杜野まこ）、宮本フレデリカ（髙野麻美） | 「Near to You」                                                                         | ゲーム『アイドルマスター シンデレラガールズ』関連曲                                             |
| 2月8日   | THE IDOLM@STER CINDERELLA MASTER EVERMORE                                                                   | 大橋彩香、福原綾香、原紗友里、藍原ことみ、青木志貴、青木瑠璃子、飯田友子、五十嵐裕美、今井麻夏、上坂すみれ、内田真礼、桜咲千依、大空直美、大坪由佳、金子真由美、金子有希、木村珠莉、黒沢ともよ、佐藤亜美菜、下地紫野、洲崎綾、鈴木絵理、髙野麻美、高森奈津美、立花理香、種﨑敦美、千菅春香、東山奈央、長島光那、原優子、早見沙織、春瀬なつみ、渕上舞、牧野由依、松井恵理子、松嵜麗、三宅麻理恵、村中知、杜野まこ、安野希世乃、山下七海、山本希望、佳村はるか、ルゥティン、和氣あず未 | 「EVERMORE（4thLIVE MIX）」                                                             | ゲーム『アイドルマスター シンデレラガールズ』関連曲                                             |
| 3月15日  | 恋のセオリー                                                                                                | 桃乃今日子（木村珠莉） | 「恋のセオリー」 「ふたりふわりら」                                                     | テレビアニメ『セイレン』エンディングテーマ                                                      |
| 5月13日  | THE IDOLM@STER CINDERELLA GIRLS 5thLIVE TOUR Serendipity Parade!!! 宮城・石川・大阪 会場オリジナルCD        | 相葉夕美（木村珠莉） | 「生存本能ヴァルキュリア（M@STER VERSION） 相葉夕美ソロ・リミックス」                   | ゲーム『アイドルマスター シンデレラガールズ スターライトステージ』関連曲                        |
| 5月24日  | THE IDOLM@STER CINDERELLA GIRLS LITTLE STARS! エチュードは1曲だけ                                           | 相葉夕美（木村珠莉） | 「lilac time（ピクニックライブ Acoustic Ver.）」                                        | テレビアニメ『アイドルマスター シンデレラガールズ劇場』関連曲                                   |
| 7月26日  | ソード・オラトリア ダンジョンに出会いを求めるのは間違っているだろうか外伝 BD・DVD第2巻特典CD                | レフィーヤ（木村珠莉） | 「憧れは冒険と共に」                                                                    | テレビアニメ『ソード・オラトリア ダンジョンに出会いを求めるのは間違っているだろうか外伝』関連曲 |
| 9月13日  | THE IDOLM@STER CINDERELLA GIRLS STARLIGHT MASTER 13 Sweet Witches' Night 〜6人目はだぁれ〜                  | 小日向美穂（津田美波）、城ヶ崎美嘉（佳村はるか）、相葉夕美（木村珠莉）、上条春菜（長島光那）、赤城みりあ（黒沢ともよ） | 「shabon song」                                                                         | ゲーム『アイドルマスター シンデレラガールズ スターライトステージ』関連曲                        |
| 10月18日 | THE IDOLM@STER CINDERELLA GIRLS MASTER SEASONS AUTUMN!                                                      | 相葉夕美（木村珠莉）、多田李衣菜（青木瑠璃子）、中野有香（下地紫野） | 「秋風に手を振って」                                                                    | ゲーム『アイドルマスター シンデレラガールズ』関連曲                                             |
| 2018年   | | |                                                                                         |                                                                                                 |
| 7月31日  | - | 相葉夕美（木村珠莉） | 「お願い！シンデレラ 」                                                                 | ゲーム『アイドルマスター シンデレラガールズ スターライトステージ』関連曲                        |
| 10月10日 | THE IDOLM@STER CINDERELLA GIRLS LITTLE STARS! さよならアロハ                                                | 相葉夕美（木村珠莉） | 「Dreaming Star」                                                                       | テレビアニメ『アイドルマスター シンデレラガールズ劇場』エンディングテーマ                       |
| 11月21日 | THE IDOLM@STER CINDERELLA GIRLS STARLIGHT MASTER 23 Twin☆くるっ★テール                                      | 相葉夕美（木村珠莉） | 「花のことば」                                                                          | ゲーム『アイドルマスター シンデレラガールズ スターライトステージ』関連曲                        |
| 11月30日 | THE IDOLM@STER CINDERELLA GIRLS 6thLIVE MERRY-GO-ROUNDOME!!! MASTER SEASONS AUTUMN! SOLO REMIX              | 相葉夕美（木村珠莉） | 「秋風に手を振って」                                                                    | ゲーム『アイドルマスター シンデレラガールズ』関連曲                                             |
| 2019年   | | |                                                                                         |                                                                                                 |
| 8月23日  | 「PHANTASY STAR ONLINE 2」キャラクターソングCD〜Song Festival〜V                                            | シエラ（木村珠莉） | 「オペレーション・センセーション」                                                      | ゲーム『ファンタシースターオンライン2』関連曲                                                   |
| 11月6日  | THE IDOLM@STER CINDERELLA GIRLS STARLIGHT MASTER COLLABORATION! 無重力シャトル                              | 安部菜々（三宅麻理恵）、城ヶ崎莉嘉（山本希望）、新田美波（洲崎綾）、相葉夕美（木村珠莉）、多田李衣菜（青木瑠璃子） | 「無重力シャトル（M@STER VERSION）」                                                    | ゲーム『アイドルマスター シンデレラガールズ スターライトステージ』関連曲                        |
| 11月6日  | THE IDOLM@STER CINDERELLA GIRLS STARLIGHT MASTER COLLABORATION! 無重力シャトル                              | 相葉夕美（木村珠莉） | 「無重力シャトル（M@STER VERSION）」                                                    | ゲーム『アイドルマスター シンデレラガールズ スターライトステージ』関連曲                        |
| 11月13日 | THE IDOLM@STER CINDERELLA MASTER 3chord for the Pops!                                                       | 輿水幸子（竹達彩奈）、塩見周子（ルゥティン）、相葉夕美（木村珠莉） | 「不埒なCANVAS」                                                                        | ゲーム『アイドルマスター シンデレラガールズ』関連曲                                             |
| 2021年   | | |                                                                                         |                                                                                                 |
| 1月8日   | 劇場版 SHIROBAKO BD特典CD                                                                                   | 宮森あおい（木村珠莉）、ミムジー&ロロ（木村珠莉）、チャッキー（宮田幸季）、ありあ（金元寿子）、ルーシー（千菅春香）、タチアナ（山岡ゆり）、クリス（米澤円）、エリーゼ（木村珠莉）、ノア（沼倉愛美）、キャサリン（伊藤静）、あかね（中原麻衣）、あや（伊藤静）、あるぴん（茅野愛衣） | 「アニメーションをつくりましょう」                                                      | 劇場アニメ『劇場版 SHIROBAKO』挿入歌                                                            |
| 2月3日   | THE IDOLM@STER CINDERELLA GIRLS STARLIGHT MASTER GOLD RUSH! 06 THE VILLAIN'S NIGHT                          | 関裕美（会沢紗弥）、赤城みりあ（黒沢ともよ）、櫻井桃華（照井春佳）、相葉夕美（木村珠莉）、宮本フレデリカ（髙野麻美） | 「THE VILLAIN'S NIGHT（M@STER VERSION）」                                               | ゲーム『アイドルマスター シンデレラガールズ スターライトステージ』関連曲                        |
| 2月3日   | THE IDOLM@STER CINDERELLA GIRLS STARLIGHT MASTER GOLD RUSH! 06 THE VILLAIN'S NIGHT                          | 相葉夕美（木村珠莉） | 「THE VILLAIN'S NIGHT（M@STER VERSION）」                                               | ゲーム『アイドルマスター シンデレラガールズ スターライトステージ』関連曲                        |
| 2月26日  | ご注文はうさぎですか？ BLOOM BD・DVD第3巻特典CD                                                             | 青山ブルーマウンテン（早見沙織）、真手凛（木村珠莉） | 「きらめきのみぞ知る行方」                                                              | テレビアニメ『ご注文はうさぎですか？ BLOOM』関連曲                                              |
| 11月10日 | THE IDOLM@STER CINDERELLA GIRLS 10th ANNIVERSARY M@GICAL WONDERLAND TOUR!!! MerryMaerchen Land オリジナルCD | 相葉夕美（木村珠莉） | 「Absolute NIne」 「つぼみ」                                                            | ゲーム『アイドルマスター シンデレラガールズ』関連曲                                             |
| 2022年   | | |                                                                                         |                                                                                                 |
| 1月12日  | THE IDOLM@STER CINDERELLA GIRLS STARLIGHT MASTER R/LOCK ON! 01 星環世界                                     | 砂塚あきら（富田美憂）、速水奏（飯田友子）、高垣楓（早見沙織）、緒方智絵里（大空直美）、 喜多日菜子（深川芹亜）、宮本フレデリカ（髙野麻美）、相葉夕美（木村珠莉）、中野有香（下地紫野）、片桐早苗（和氣あず未） | 「星環世界（M@STER VERSION）」                                                          | ゲーム『アイドルマスター シンデレラガールズ スターライトステージ』関連曲                        |
| 1月12日  | THE IDOLM@STER CINDERELLA GIRLS STARLIGHT MASTER R/LOCK ON! 01 星環世界                                     | 相葉夕美（木村珠莉） | 「星環世界（M@STER VERSION）」                                                          | ゲーム『アイドルマスター シンデレラガールズ スターライトステージ』関連曲                        |
| 2023年   | | |                                                                                         |                                                                                                 |
| 2月11日  | THE IDOLM@STER M@STERS OF IDOL WORLD!!!!! 2023 明日きみにJewel                                              | 相葉夕美（木村珠莉） | 「きみにいっぱい☆」                                                                     | ゲーム『アイドルマスター シンデレラガールズ』関連曲                                             |
| 9月20日  | THE IDOLM@STER CINDERELLA GIRLS STARLIGHT MASTER PLATINUM NUMBER 09 さやけき花の生命に                      | 西園寺琴歌（安齋由香里）、相葉夕美（木村珠莉） | 「さやけき花の生命に（M@STER VERSION）」                                                | ゲーム『アイドルマスター シンデレラガールズ スターライトステージ』関連曲                        |
| 9月20日  | THE IDOLM@STER CINDERELLA GIRLS STARLIGHT MASTER PLATINUM NUMBER 09 さやけき花の生命に                      | 相葉夕美（木村珠莉） | 「さやけき花の生命に（M@STER VERSION）」                                                | ゲーム『アイドルマスター シンデレラガールズ スターライトステージ』関連曲                        |

## ライブ・イベント

### 合同ライブ
| 出演日              | タイトル                                                                                        | 会場                               |
| ------------------- | ----------------------------------------------------------------------------------------------- | ---------------------------------- |
| 2016年10月15日      | THE IDOLM@STER CINDERELLA GIRLS 4thLIVE TriCastle Brand New Castle                              | さいたまスーパーアリーナ（埼玉県） |
| 2017年7月29日・30日 | THE IDOLM@STER CINDERELLA GIRLS 5thLIVE TOUR Serendipity Parade!!! 福岡公演                     | 西日本総合展示場 新館（福岡県）    |
| 2017年8月12日       | THE IDOLM@STER CINDERELLA GIRLS 5thLIVE TOUR Serendipity Parade!!! さいたまスーパーアリーナ公演 | さいたまスーパーアリーナ（埼玉県） |
| 2018年11月10日      | THE IDOLM@STER CINDERELLA GIRLS 6thLIVE MERRY-GO-ROUNDOME!!!                                    | メットライフドーム（埼玉県）       |
| 2021年10月2日       | THE IDOLM@STER CINDERELLA GIRLS 10th ANNIVERSARY M@GICAL WONDERLAND TOUR!!! MerryMaerchen Land  | 西日本総合展示場 新館（福岡県）    |
| 2021年12月25日      | THE IDOLM@STER CINDERELLA GIRLS 10th ANNIVERSARY M@GICAL WONDERLAND TOUR!!! CosmoStar Land      | 愛知県国際展示場 ホールA（愛知県） |
| 2022年4月2日・3日   | THE IDOLM@STER CINDERELLA GIRLS 10th ANNIVERSARY M@GICAL WONDERLAND!!!                          | ベルーナドーム（埼玉県）           |